# Honda Ascot
 Denne artikel omhandler en bil. Opslagsordet har også en anden betydning, se Honda Ascot (motorcykel).
Honda Ascot var en bilmodel fra Honda, som blev produceret fra 1989 til 2000. Den var baseret på platformen fra Honda Accord, men havde et ekstra vindue i C-søjlen og var mere luksuriøs end Accorden. Anden generation kom i 1993 og var baseret på platformen fra Honda Rafaga. Eric Clapton medvirker i reklamefilmen for Ascot.
En yderligere model blev i 1992 introduceret med Ascot Innova. Den var ligeledes baseret på Accorden, men havde rammeløse sideruder og andre dørlåse samt firehjulsstyring.
Modellen blev solgt med benzinmotorer på 1,8, 2,0 og 2,3 liter.